# サトラトキシンH
サトラトキシンH（satratoxin H）は、子嚢菌Stachybotrys chartarumおよびカエンタケ（Trichoderma cornu-damae）によって産生されるトリコテセンマイコトキシンである。産生菌はヒトや動物に対して有毒である。これらによって引き起こされる臨床症状はスタキボトリス中毒症と呼ばれる。マイコトキシンのT-2と関連しているが、T-2とは異なり、化学兵器として使用された報告はない。

## 性質
サトラトキシンHはほぼ完全に水に不溶であるが、エタノール、メタノール、2-プロパノール、アセトン、クロロホルムといった低級アルコールおよび極性溶媒には容易に溶ける。

## 効果
サトラトキシンHは極めて多くの影響をもたらす。溶液の摂取、吸入、あるいは物理的接触でさえも以下に示す症状をもたらす。
- 湿性皮膚炎となる湿疹
- 鼻血
- 胸痛
- 肺出血（英語版）
- 異常高熱
- 頭痛
- 疲労

しかしながら、もし多量を摂取すれば、致死である。サトラトキシンHは素肌にはほとんど影響はなく、多くの化学兵器のように水膨れを起こさない。しかしながら、敏感な表面（眼、口または鼻の内部）と接触すると炎症が起こる。
サトラトキシンのマウスに対するLD50（注射）は1.0-1.4 mg/kgである。

## 推薦文献
- Croft, W. A.; Jarvis, B. B.; Yatawara, C. S. (1986). “Airborne outbreak of trichothecene toxicosis”. Atmospheric Environment 20 (3):  549–552. doi:10.1016/0004-6981(86)90096-X.
- Nikulin, M.; Reijula, K.; Jarvis, B. B.; Veijalainen, P.; Hintikka, E. L. (1997). “Effects of Intranasal Exposure to Spores of Stachybotrys atra in Mice”. Fundamental and Applied Toxicology 35 (2):  182–188. doi:10.1093/toxsci/35.2.182. PMID 9038239.